# Јурај Јаношик
Јурај Јаношик, или Јуро Јаношик (слч. Juraj Jánošík, или Juro Jánošík; * 25. јануар 1688, Тјерхова — † 17. март 1713, Липтовски Микулаш, обешен), био је словачки разбојник и народна легенда.
У оригиналну писца Јанка Краља се јавља као Јаношјак.

## Живот
Одрастао је у Тјерховој осамљен код Јаношевих у породици чије име се појављивало у списковима који су писали о људима који су се огрешили о тадашње законе. Служио је у царској армији. Упознао је у војсци са разбојничким вођом Томашом Ухорчиком којем је помогао у бекству и 1711. године је преузео вођење његове групе. Липтовска Столица је имала у свом циљу да ухвати Јаношика јер је оробљавао грофицу Шардонову и Столица јој је морала то надокнађивати као и трговца са сукном и племића Ладислава Змешкала. Био је окривљен и за убиство Јураја Вертика свештеника које није признао ни после мучења.. Био је убијен и обешен а не окачен за куку како је често навођено 1713. године у Липтовском Микулашу и можда на месту на коме су се ово извршавало у Шибенчикима.

## Значај
По словачкој народној легенди Јурај Јаношик је са својом дружином живео у шумама између Жилине и Липтовског Микулаша и ту је препадао на путевима. По пољским легендама је био активан и у Пољској. Од украденог је давао сиромашнима и био је словачки Робин Худ и прославио се и мимо Словачке у Чешкој и Пољској и они га сматрају за свога Татранског хероја.
На Мајевици је крајем 1943. од Словака формирана једна чета Прве Војвођанске бригаде, позната као Јаношикова чета.

## Уметничке обраде
Јаношиков живот је био подлога за многе уметничке обраде у књижевности, телевизијским емисијама, филму, стрипу (цртач из Србије Павел Коза), сликарству и другим облицима.